# مینریا
مینریا (به لاتین: Minneriya) یک منطقهٔ مسکونی در سری‌لانکا است که در ناحیه پولونارووا واقع شده‌است.